# Nas Is Like
Nas Is Like è il primo singolo tratto da I Am..., terzo album del rapper Nas.
Sesta collaborazione tra Nas e DJ Premier, Nas Is Like è stata subito ben accolta dal pubblico, in particolare dai fan di Illmatic grazie alle sonorità distanti dal commerciale. Nel terzo verso della canzone Nas utilizza diverse similitudini e metafore per descrivere il suo stile e i suoi progressi.

## Tracce

### Lato A
1. "Nas Is Like" (Main) (3:50)
2. "Nas Is Like" (Clean) (3:57)
3. "Nas Is Like" (Instrumental) (3:57)

### Lato B
1. "Dr. Knockboots" (Main) (2:25) 
  - Prodotta da Poke & Tone
2. "Dr. Knockboots" (Clean) (2:25)
3. "Dr. Knockboots" (Instrumental) (2:25)